# Pterolophia decolorata
Pterolophia decolorata là một loài bọ cánh cứng trong họ Cerambycidae.